# Yusuke Yoshizaki
Yusuke Yoshizaki (吉崎 雄亮 Yoshizaki Yusuke?, nacido el 12 de junio de 1981 en Shizuoka) es un exfutbolista japonés. Jugaba de centrocampista y su último club fue el Ventforet Kofu de Japón.

## Trayectoria

### Clubes
| Club            | País  | Año         |
| --------------- | ----- | ----------- |
| Shimizu S-Pulse | Japón | 2000 - 2001 |
| Ventforet Kofu  | Japón | 2002        |

## Palmarés

### Títulos nacionales
| Título             | Club            | País  | Año  |
| ------------------ | --------------- | ----- | ---- |
| Copa del Emperador | Shimizu S-Pulse | Japón | 2001 |